# Tyrannochthonius eua
Espèce
Tyrannochthonius eua est une espèce de pseudoscorpions de la famille des Chthoniidae.

## Distribution
Cette espèce est endémique des Tonga. Elle se rencontre sur ʻEua.

## Description
Le mâle holotype mesure 1,10 mm.

## Étymologie
Son nom d'espèce lui a été donné en référence au lieu de sa découverte, ʻEua.

## Publication originale
- Krajčovičová, Matyukhin & Christophoryová, 2020 : Two new pseudoscorpion species (Pseudoscorpiones, Chthoniidae, Cheiridiidae) from the Tonga Islands, Polynesia, with a redescription of the genus Nesocheiridium. ZooKeys, no 927, p. 37–51 (texte intégral).